# Cindy Thái Tài
Nguyễn Thái Tài, thường được biết đến với nghệ danh Cindy Thái Tài (sinh ngày 27 tháng 1 năm 1971 tại Thành phố Hồ Chí Minh), là một nữ ca sĩ, diễn viên điện ảnh, chuyên gia trang điểm và nhà đào tạo người mẫu tại Việt Nam. Cô là người công khai chuyển đổi giới tính đầu tiên tại Việt Nam.
Trước khi chuyển đổi giới tính, Tài làm nghề trang điểm chuyên nghiệp cho phụ nữ. Sau khi chuyển đổi giới tính, cô chuyển hướng làm ca sĩ, cô đã có một số album ca nhạc và tham gia đóng phim.

## Album
- Nỗi lòng cô đơn (2006)
- Tình yêu đã mất (2007)
- Nụ hôn ngọt ngào (2007)
- Hãy về với em (2008)

## Sự nghiệp điện ảnh

### Phim
| Tựa đề              | Năm  | Chú thích |
| ------------------- | ---- | --------- |
| My Best Gay Friends | 2012 |           |